# Терентилијев закон
Терентилијев закон (лат. Lex Terentilia) је представљао предлог римскога закона, који никада није изгласан. Годинама се о њему расправаљало. Закон је први пут предложио народни трибун Гај Терентилија Харса 462. п. н. е. По закону требало је да се напишу правила, којима би се ограничавала моћ конзула. Патрицији, Сенат и конзули су непрекидним опструкцијама спречавали да се гласа о закону. До коначнога компромиса дошло је 454. пре н. е, када је основана десеточлана комисија, која је отишла у Грчку да изучава њихове законе. Током 451. и 450. п. н. е. децемвири су написали Законе дванаест таблица (Leges duodecim tabularum).

## Предлог закона
Након серије победа над суседима унутар Римске републике 462. п. н. е. распламсала се унутрашња политичка борба патриција и плебејаца. Народни трибун Гај Терентилије Харса предложио је закон, који је по њему и добио име Терентилијев закон. Предложио је формирање петочланога већа, чији задатак би било писање правила, којима би се ограничавала моћ конзула. Предлог закона је изнио док су конзули били одсутни. Префект града Квинт Фабије Вибулан оштро се супротставио Терентилију. Успео је да придобије друге народне трибуне, па је предлог закона стављен ван процедуре. О закону се више није расправљало те године.

## Опструкција патриција
Током 461. п. н. е. Терентилијев закон је поново предложен, али за разлику од првога пута закон су предложили сви народни трибуни. Патрицији су успели да врше опструкцију разним божанским знацима о великим несрећама. Након тога конзули су прогласили рат Антијатима, који нису припремали никакав рат против Рима. Народни трибуни су такав поступак прозвали режираном комедијом и скандалом, па су због тога спречавали мобилизацију. Након опструкције мобилизације патрицији су опструирали и спречавали одржање скупштине на којој је требало да се предложи Терентилијев закон.

## Суђење Кезу Квинкцију
Младе патриције је предводио Кезо Квинкције, син Луција Квинкција Цинцината. Истицао се у дрским акцијама, ометању одржавања скупштине. Под његовим водством народни трибуни би били изгурани са форума, отерани или избатинани плебејци. Након тога поступка један од трибуна оптужио је Кеза Квинкција за дело за које је следила смртна казна. Током суђења многи бивши конзули стали су иза Кеза Квинкција, хвалећи његову храброст и ратне заслуге и подвиге. Један од народних трибуна изнио је одлучујућу оптужбу стару неколико година, па је Кезо након тога притворен. Пуштен је уз велику кауцију да се брани са слободе. Следеће ноћи Кезо је побегао у Етрурију, а огромна кауција је наплаћена од његовога оца Луција Квинкција Цинцината. Након одласка Кезе Квинкција млади патрицији су се успешно организовали и уз помоћ армије својих клијената спречавалаи су одржавање народне скупштине.

## Публикола Млађи обећава престанак опструкције закона
Током 460. п. н. е. око 2.500 робова и прогнаника под водством једнога Сабињанина Апија Хердонија заузели су Капитол и римко утврђење. Конзули су само деломично наоружали плебејце. Народни трибуни су оптужили патриције, Сенат и конзуле да су излажирали заузимање Капитола само да би спречили доношење Терентилијевога закона, па је конзул Публије Валерије Публикола Млађи изашао пред народ и оптужио народне трибуне да својим поступцима помажу непријатеље. Трибунима је запретио да се у случају њихове опструкције неће обазирати на ограничења конзулске власти и на неповредивост народних трибуна. Народни трибуни су се повукли након конзулових претњи. С друге стране Публикола је обећао да се након ослобађања Капитола више неће супротстављати одржавању народне скупштине и гласању о предложеном Терентилијевом закону. Приликом ослобађања Капитола Публије Валерије Публикола Млађи је погинуо.

## Цинцинат врши мобилизацију
По окончању кризе народни трибуни су тражили од Сената и конзула да испуне обећање Публиколе Млађега, али конзул је тражио да причекају да се изабере други конзул. За другога конзула изабран је Луције Квинкције Цинцинат, који је као отац Кеза Квинкција био велики противник плебејаца. Цинцинат је позвао у рат против Еква и Волска, а народни трибуни су покушали да се одупру мобилизацији. Пошто је народ дао заклетву конзулима приликом заузимања Капитола морали су да иду и у нови рат, јер су још увек били под заклетвом. Та мобилизација поново је одгодила доношење закона.

## 459. и 458. п. н. е.
Током 459. п. н. е. због рата са Еквима и Волсцима народни трибуни су били присиљени да признају да рат има првенство пред доношењем закона. Након победе над непријатељима конзули су задржавали војску ван Рима, па су народни трибуни оптуживали да се војска задржава да би се спречило доношење закона. Двојица квестора оптужила су за кривоклетство народнога трибуна, који је раније изнео најтежу оптужбу против Кеза Квинкција. Тим случајем успели су да поново опструирају закон. Пред крај 459. п. н. е. дошло је до реизбора народних трибуна. Током 458. п. н. е. Тит Квинкције Капитолин Барбат је као квестор и рођак Кеза Квинкција наставио са процесом и настојањем да осуди народнога трибуна Волсција за кривоклетство. Конзули су опстрирали Тернтилијев закон, а народни трибуни су опстрирали судкси процес. Због рата са са Еквима и Сабињанима изабран је диктатор Луције Квинкције Цинцинат, који се након победе вратио у Рим и одмах дао оставку на положај диктатора. Крајем 458. п. н. е. народни трибуни су били и пети пут реизабрани.

## Споразум о децемвирима
Током 457. п. н. е. поново је претила опасност од Еква и Сабињана, па је опет одгођена расправа о закону. Борба за закон наставила се и 456. и 455. п. н. е. Током 454. п. н. е. дошло је до споразума између патриција и плебејаца. По споразуму састављена је десеточлана комисија ( децемвири ), која је требало да напише римске законе. Комисија је имала у свом саставу пет плебејаца и пет патриција. Отишли су у Грчку да проуче Солонове законе, институције, обичаје и законе Грчке. Из Грчке су се вратили 452. п. н. е. По повратку је одлучено да десеторица ( децемвири ) владају Римом и да саставе законе. Током 451. и 450. п. н. е. комисија је саставила римске законе познате као закони дванаест таблица ( Leges duodecim tabularum ).